# Jorge Otermin Aguirre
Jorge Otermin Aguirre (*25 de julio de 1947, Buenos Aires, Argentina) es un pintor surrealista argentino.
De formación autodidacta, expone desde el año 1972 en Buenos Aires con exhibiciones en París, Marsella, Oslo y otras ciudades europeas.
Residió en París por espacio de cuarenta años, regresó a Argentina en 2012.